# Aerophilatelie
Aerophilatelie ist ein Teilgebiet der Motivphilatelie, das sich mit dem Sammeln von Belegen, die per Flugpost befördert wurden, beschäftigt. Ein in etwa synonymer Begriff ist die Luftpostkunde. Dazu gehören auch alle anderen Dokumente, die im Zusammenhang mit der Luftpostbeförderung stehen – also geschriebene Mitteilungen, Karten, Briefumschläge, Paketumhüllungen, Begleitschreiben von Frachtsendungen, Frachtdokumente und Flugtickets bzw. Fahrscheine –, sowie die dafür nötigen Flugpostmarken.
Bereits kurz nach der Erfindung des Flugzeuges Anfang des 20. Jahrhunderts begann man damit, Post befördern zu lassen. Philatelisten interessieren sich unter anderem für diese Belege und Flugpostmarken der Anfangsjahre; es gibt jedoch auch zahlreiche jüngere Gebiete der Aerophilatelie, wie beispielsweise die Astrophilatelie.
Das Sammeln der klassischen Aerophilatelie umfasst:
- Flugpostmarken (sowohl amtliche als auch nichtamtliche)
- Flugpostvignetten und Ähnliches
- Flugpostbelege (Briefe)
- Belege von besonderen Flügen (beispielsweise Erstflüge)
- Belege von verunglückten Flügen (Abstürze)

Zu den wichtigsten Untergebieten der Aerophilatelie zählen:
- Ballonpost
- Zeppelinpost
- DO-X-Post
- Raketenpost

Es gibt zahlreiche Briefmarkenvereine rund um den Globus, die sich mit der Aerophilatelie beschäftigen.